# Danmarks regioner
Danmarks regioner är sedan 2007 den översta nivån i Danmarks administrativa indelning. Det finns fem regioner, men regeringen avser att lägga ihop Region Hovedstaden med Region Själland den 1 januari 2027. Den nya Region Østdanmark får 47 medlemmar av regionsrådet som skall väljas i ordinarie kommunal- och regionsrådsval tisdagen den 18 november 2025.

## Bakgrund
Danmarks administrativa indelning reformerades 1 januari 2007, när de nya regionerna ersatte Danmarks amt som huvudsaklig indelning av Danmark. Den nya indelningen var ett led i den dåvarande regeringens avtal med Dansk Folkeparti om en kommunreform, vilken ingicks i juni 2004.
Regionerna leds av regionsråd, som väljs direkt via allmänna val. Dess politiska ledare har titeln regionsrådsformand (regionsrådsordförande). Det första valet till regionsråd ägde rum den 15 november 2005.

## Finansiering
Regionerna har inte övertagit amtens rätt att uppbära skatter utan är istället beroende huvudsakligen av statsbidrag (kring 70 procent), men delvis också kommunbidrag (kring 30 procent). Statsbidraget kallades i 12 år (2007–2018) sundhedsbidrag på skattsedeln. Det var på 8 procent av inkomsten, undantaget avdrag. Från och med 2012 sänktes bidraget med 1 procentenheter årligen tills det var borta från och med 2019. I stället ökades den vanliga inkomstskatten med 1 procentenheter årligen. 90 procent av regionernas budget är ämnad hälsosektorn. En omfattande nybyggnation av sjukhus med bättre geografisk lokalisering skall påbörjas.

## Geografisk uppdelning

Danmarks regioner. Notera att placeringen av Bornholm på kartan (längst till höger) inte motsvarar dess placering i verkligheten.

Danmark delas in i följande regioner:
- Region Nordjylland med Ålborg som huvudort omfattar tidigare Nordjyllands amt, de nordliga delarna av Viborgs amt och en mindre del av Århus amt.
- Region Mittjylland med Viborg som huvudort omfattar tidigare Ringkjøbings amt, huvuddelen av Århus amt, den sydliga delen av Viborgs amt och den nordliga delen av Vejle amt
- Region Syddanmark med Vejle som huvudort omfattar tidigare Fyns, Ribe och Sønderjyllands amt samt den sydliga delen av Vejle amt
- Region Hovedstaden med Hillerød som huvudort omfattar tidigare Köpenhamns och Frederiksborgs amt, Köpenhamns och Frederiksbergs kommuner, samt Bornholms regionkommun
- Region Själland med Sorø som huvudort omfattar tidigare Roskilde, Storstrøms och Vestsjællands amt.